# Liste der Burgen, Schlösser und Ansitze in Oberösterreich

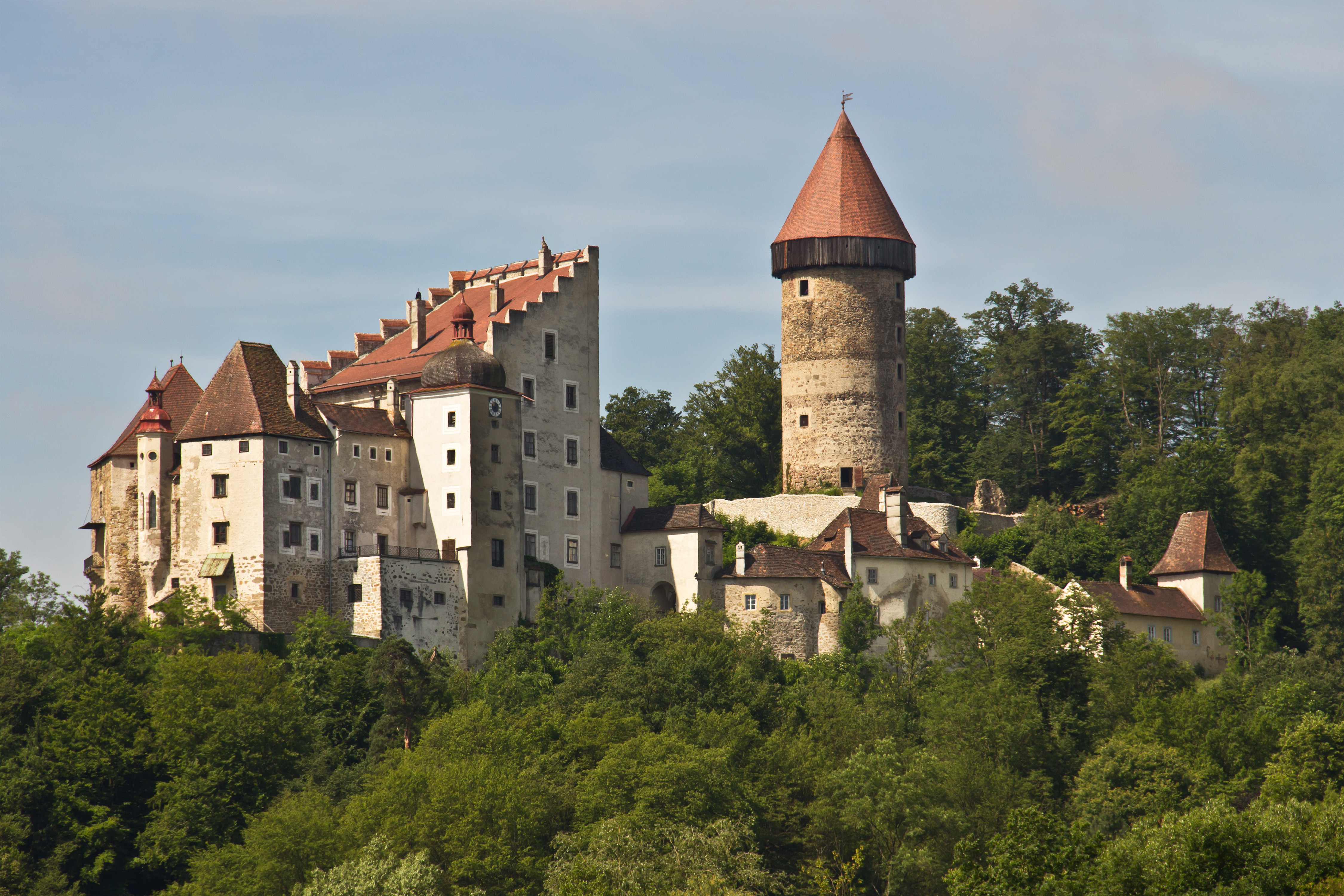
Burg Clam

Diese Liste enthält Burgen und Schlösser B, b, Wohntürme T, t, Ansitze A, a, Burgruinen R, r und Burgstalle und nicht mehr vorhandene Gebäude X, x in Oberösterreich in Österreich nach Orten. Einige Festungen F, Palais P und Villen V, v, die Edelsitze waren, sind auch enthalten. Soweit bekannt sind auch die Adelsgeschlechter, welche in den Gebäuden ihren Sitz hatten, in die Liste aufgenommen.
Bei denkmalgeschützten Objekten ist der Gebäudetyp (Typ) mit Großbuchstaben, bei nicht denkmalgeschützten Objekte mit Kleinbuchstaben geschrieben.

## Einleitung
In folgenden Ereignissen wurden Burgen und Schlösser in Oberösterreich vermehrt beschädigt oder zerstört: Schaunberger Fehde (1380–1390), Türkenkriege 1526 1683, Dreißigjähriger Krieg und davor, Zweiter Oberösterreichischer Bauernaufstand (1594–1597), Oberösterreichischer Bauernkrieg 1626, Bayerische Diversion im Spanischen Erbfolgekrieg (1700–1714), Koalitionskriege infolge der Französischen Revolution, wie der Dritte Koalitionskrieg 1805 und der Fünfte Koalitionskrieg 1809, 2. Weltkrieg, Kriegsende und sowjetische Besatzung.

## Liste
| Name                                      | Gemeinde                      | Typ | Zeitraum            | Geschlechter | Anmerkung |
| ----------------------------------------- | ----------------------------- | --- | ------------------- | --- | --- |
| Aistersheim                               | Aistersheim                   | B   | 1159?–heute         | Aistersheim, Hohenfeld | Renaissance-Wasserschloss, nach Brand 1771 Umbauten im Barockstil |
| Klamleiten                                | Alberndorf in der Riedmark    | R   | ~1290–15. Jh.       | unbekannt | Ruine einer Höhenburg |
| Riedegg, Burgruine                        | Alberndorf in der Riedmark    | R   | 1145–heute          | Ridecco/Haunsperg, Lobenstein, Piber, Traun, Walch, Frodnacher, Stadl, Schaunberg, Liechtenstein, Walsee, Starhemberg                                                               | Ruine einer Höhenburg |
| Riedegg, Schloss                          | Alberndorf in der Riedmark    | B   | vor 1546–heute      | (wie Burg) | Burg Riedegg wurde 1529 zu Schloss umgebaut, heute teilweise Museum |
| Kriechbaum                                | Allerheiligen im Mühlkreis    | x   | ~1315–1991          | Oedt, Walch, Hoheneck, Tattenbach, Händl, Starhemberg | Sitz der Öedt, Ansitz, seit 1690 bäuerlicher Bauernhof, 1991 abgebrochen |
| Hartheim                                  | Alkoven                       | B   | 1310?–heute         | Hartheimer, Aspan, Starhemberg | Schloss, siehe auch Tötungsanstalt Hartheim |
| Zöch* Altenberg                           | Altenberg bei Linz            | r   | ~1245?–1370?        | Altenberger, Geyczesteter | Name unbekannt, Burgruine |
| Steinerberg                               | Altenfelden                   | r   | ~1200–15. Jh.?      | Kirchberger, Tannberg, Steinerberg | Ruine einer Höhenburg |
| Ebenzweier Schachnerhof                   | Altmünster                    | B   | vor 1292–heute      | Schachner, Seeau, Engl, Unkrechtsberg | Stammsitz der Schachner, heute Berufsschule |
| Richterhaus?                              | Altmünster                    | A   |                     | | |
| Villa Ranzoni                             | Altmünster                    | A   |                     | | |
| Traunsee, Schloss Schloss Württemberg     | Altmünster                    | B   | 1872/75–heute       | Württemberg | kleine Burg, 1509 zu Edelsitz umgebaut, 1854 zu Schlösschen ausgebaut, 1907–16 erweitert, heute Vorarlberger Landesbibliothek |
| Arbing                                    | Arbing                        | B   | 1137–heute          | Kuenring, Liechtenstein, Wetzel, Prager, Walchen, Geyer, Beck, Yslung, Löbel, Sprinzenstein, Meggau, Breuner, Dietrichstein, Clam                                                   | nur mehr Wohnturm erhalten |
| Liebenstein                               | Arnreit                       | x   | ~1160–~1650         | Liebenstein, Losenstein, Hautzenberger, Rasp, Starhemberg | abgegangene Höhenburg, im 17. Jh. schon Ruine |
| Aschach a. d. D.                          | Aschach an der Donau          | B   | ~1600–heute         | Liechtenstein, Jörger, Harrach | Schloss mit ursprünglich großem Park |
| Burgstall Gründelsberg                    | Aspach                        | R?  | ?                   | | |
| Wildenau                                  | Aspach                        | W   | um 1380–heute       | Aham, Imsland | Brand 1809 und um 1880, heute nur mehr Palas, Kapelle und Teile der Arkaden erhalten |
| Wehranlage Schloßberg                     | Attersee                      | X   | ~820?–?             | Altenhofen | Reste einer Wehranlage, vermutlich Königshof als Vorgängerbau der Burg Attersee (heute Pfarrkirche) |
| Heimathaus Attersee                       | Attersee                      | B   | ?–18. Jh.           | | mittelalterliche Burg, im 18. Jh. Ruine, dann Volksschule, heute Heimatmuseum |
| Ringwallanlage Buchberg                   | Attersee                      | X   | Bronzezeit–10. Jh.? | | Ringwallanlage mit 1,1 km Länge um den Buchberg |
| Puchheim                                  | Attnang-Puchheim              | B   | 1130–heute          | Puchheimer, Landesherrn, Polheim, Salburg, Fuchs | Stammsitz der Puchheimer, bis 1585 Veste, dann Renaissance-Schloss |
| Aigen                                     | Atzbach                       | B   | um 1600–heute       | Querrer, Ostermann, Hausladen | von 1450 bis 1600 als Burg Lehen der Walseer |
| Köppach                                   | Atzbach                       | x   | vor 1394–1962       | Anhang, Jörger, Harrach, Ungnad von Weißenwolff, Trautson, Auersperg, Fürstenberg                                                                                                   | Hauptgebäude nicht mehr vorhanden, Nebengebäude (Spitals-, Gerichts- und Gefängnisgebäude, Kapellen) bestehen noch |
| Schönberg                                 | Auberg                        | r   | 1200/1240–16. Jh.   | Passau, Lechner, Panhalm, Hollerberg, Herleinsperg, Landesherrn | Ruine einer Höhenburg, wenige Mauerreste |
| Aurolzmünster                             | Aurolzmünster                 | W   | 1312–heute          | Halls, Murhaim, Tannberg, Wahl, Arco-Valley | ursprünglich zwei Ansitze, dann bis 1682 Schloss der Tannberg, heute noch Wasserschloss |
| Schloss Neuwildenstein Neu-Wildenstein    | Bad Goisern                   | B   | 1770/72–heute       | | anstatt der Burg Wildenstein Sitz des Pfleggericht |
| Hall                                      | Bad Hall                      | B   | 13. Jh.–heute       | Trautmannsdorf | kleine Burg, bürgerliches Haus wurde 1644 zu Ansitz, heute Seniorenwohnhaus |
| Pacher-Schlößl                            | Bad Ischl                     | V   | 1835–heute          | | schlossartige Villa |
| Ehem. Salzfertigerhaus Esplanade 4        | Bad Ischl                     | A   | 1500?–heute         | Edlinger | Stadthaus, Sitz des Pflegers |
| Kaiservilla                               | Bad Ischl                     | V   | 1834–heute          | Habsburg-Lothringen | Sommerresidenz des Kaisers, heute noch im Besitz der Familie, historistischer Park |
| Wildenstein                               | Bad Ischl                     | R   | 13. Jh.?–1715       | Landesherrn, Dobra, Walsee, Prüschenk, Spindler | Sitz von Pflegern, 1593 und 1715 abgebrannt, dann nicht mehr aufgebaut |
| Seeauer-Schlößl                           | Bad Ischl                     | A   | 1628–heute          | Lidl, | davor Gut aus 1325, Ansitz 1628 erbaut |
| Schwedenschanze                           | Bad Leonfelden                | F   | 1641/45–heute       | | Schanze aus dem Dreißigjährigen Krieg, 1970 renoviert |
| Wimsbach                                  | Bad Wimsbach-Neydharting      | B   | um 1240–heute       | Witimspach, Aspan, Starhemberg | Burg 1626 niedergebrannt, dann Schloss errichtet |
| Neydharting                               | Bad Wimsbach-Neydharting      | x   | 13. Jh.–1650        | Neydharting, Mühlwang, Jörger, Landau, Breuner, Starhemberg | ehemaliges Wasserschloss, nach 1651 verfallen, Wohnhaus, Reste des Turmes erkennbar |
| Aich Mair in Aich                         | Bad Zell                      | r   | ~1220–heute         | Tannpeck, Kapeller, Prager, Scherffenberg, Salburg | Schloss, nach Umbau heute Bauernhaus |
| Habichrigl                                | Bad Zell                      | u   | ~1200–heute         | Kapeller, Habichler, Hoheneck, Stangl, Jörger, Scherffenberg, Salburg | kleines Schloss, durch viele Umbauten stark verändert |
| Zellhof                                   | Bad Zell                      | B   | ~1350–heute         | Jörger, Scherffenberg, Starhemberg, Salburg, Dietrichstein, Sachsen-Coburg-Gotha | nach 1848 verfallen, Teile bestehen noch |
| Zell, Edelsitz                            | Bad Zell                      | x   | ?–vor 1316 geschl   | Tannböck, Jörger | Edelsitz 1790 abgetragen, heute an dieser Stelle zwei Häuser |
| Außenstein                                | Baumgartenberg                | r   | ~1300–18. Jh.?      | Fleischeß, Kapeller, Starhemberg, Stettheimer, Stundecker, Flußhart, Hack von Bornimb, Clam                                                                                         | Reste der Vorgängerburg und des Schlosses |
| Ringwallanlage Buchberg                   | Berg im Attergau              | X   | Bronzezeit–10. Jh.? | | ein Teil der Ringwallanlage liegt in Berg |
| Kainzgut?                                 | Braunau am Inn                |     |                     | | |
| Rabenhaus?                                | Braunau                       |     |                     | | Wohnsitz eines Pflegers |
| Stadtbefestigung, Stadtturm               | Braunau                       | F   |                     | | mittelalterliche Stadtbefestigung |
| Unterrothenbuch                           | Braunau                       | X   |                     | | Wehranlage |
| Mistelbach                                | Buchkirchen                   | B   | ~1340–heute         | Strachner, Schaunberg, Starhemberg, Kirchberg, Gera, Polheim, Hack, Kauthen, Firmian                                                                                                | Burg, nach 1600 Wasserburg, nach weiteren Umbauten heute Fachschule |
| Forstern                                  | Burgkirchen                   | A   | ~1130–1316          | Neyslinger, Stift Passau, Stadler, Eisenreich etc. | kleiner Ansitz, dann Bauernhaus |
| Windern                                   | Desselbrunn                   | B   | ~1185–heute         | Haag, Windern, Grienthal, Moser, Polheim, Hayden, Zedlitz, Pochsteiner, Wolfenbach, Lempruch, Gagern                                                                                | um 1600 Aus-/Neubau, Brände 1817 und 1866 |
| Hinterndobl                               | Dorf an der Pram              | b   | 1560–heute          | Puechner, Wiellinger, Gabelkoven, Gemberly | davor Hof?, nach 1560 Adelssitz, heute Wohnnutzung |
| Kaiserliches Jagdschloss                  | Ebensee am Traunsee           | V   | 1870–heute          | Habsburg | Jagdvilla am Vorderen Langbathsee |
| Eberschwang                               | Eberschwang                   | w   | 13. Jh.–heute       | Kirchsteiger?, Peuntner, Marschalk, Tattenbach, Arco | ehemaliges Wasserschloss, heute Pfarrhof |
| Eferding Schloss Starhemberg              | Eferding                      | B   | 12. Jh.–heute       | Bistum Passau, Schaunberg, Starhemberg | Stadtburg, nach 1785 zu klassizistischem Schloss ausgebaut |
| Ibm                                       | Eggelsberg                    | x   | 13. Jh.–1914/18     | Ibmer (Ibner), Grans, Tanner, Sonderndorf, Jagenreut, Taufkirchen | Mauerreste; um 1450 und 1575 neu gebaut, im Ersten Weltkrieg abgetragen |
| Eggendorf                                 | Eggendorf                     | B   | ~1225–heute         | Eggendorfer, Moser, Ostermayr, Pucher, Schallenberg, Polheim, Spiller, Wendt, Gartner                                                                                               | Schloss aus dem 16. Jh., Kapelle diente bis 1912 als Pfarrkirche |
| Hackledt                                  | Eggerding                     | B   | 1377–heute          | Hackledt, Peckenzell | Stammsitz der Hackledt, bis 1799 in deren Besitz, |
| Obereitzing                               | Eitzing                       | x   | vor 1470?–~1750     | Eitzinger, Geltinger, Baumgarten, Hochfeldt, Tattenbach | Schloss seit ca. 1650 unbewohnt, Mitte des 18. Jh. abgebrochen |
| Hohenstein Filialkirche hl. Ägidius       | Engerwitzdorf                 | x   | vor 1330?–?         | Hohenstein, Kapellen? | Burg verfallen, aus Material wurde Kapelle (Filialkirche) gebaut |
| Ennsegg                                   | Enns                          | B   | 1565/70–heute       | Gienger, Meggau, Ungnad, Kirchberg, Hoyos, Trautson, Auerperg, Fürstenberg, Walderdorff                                                                                             | ab 1565 Neubau anstelle der alten Burg, Schloss heute renoviert |
| Ennsburg, Alte                            | Enns                          | x   | 900–~1475           | Stift Passau, Landesherren, Otakare, Walsee, Kapeller | ehemalige landesfürstliche Burg im heutigen Schlosspark, ab 1475 Neue Ennsburg gebaut, Reste in Schloss Ennsegg integriert |
| Ennsburg, Neue                            | Enns                          | B   | 1475–heute          | Landesherr, Weissenwolf, Khauten, Rumerskirch | landesfürstliche Stadtburg, um 1600 verfallen, 1730 Brand, 1742 Plünderungen, Reste heute in Häusern erhalten |
| Stadtbefestigung                          | Enns                          | F   |                     | | Stadtbefestigung mit ehemals 15 Wehrtürmen |
| Straßwitraun                              | Enzenkirchen                  | X   | 1130?–19. Jh.?      | Witerun | Burgstall, im 19. Jh. eingeebnet |
| Krempelstein Schneiderburg/ -schlössl     | Esternberg                    | B   | 1337–heute          | Bischof von Passau + Pfleger, Pachta | kleine Burg |
| Bergheim                                  | Feldkirchen an der Donau      | B   | 15. Jh.–heute       | Bergheim, Kammerer, Fieger, Salburg, Starhemberg, Pereira-Arnstein, Hirsch-Gereuth                                                                                                  | mehrfach umgebaut, zuletzt um 1870, heute Fachschule |
| Freudenstein                              | Feldkirchen a. d. Donau       | R   | vor 1278–1518       | Lobenstein, Sumerau, Piber, Prüschenk, Walsee, Geymann | Ruine einer Spornburg, ehemals Stützpunkt gegen die Schaunberger, Oberwallsee übernahm die Aufgaben (Gerichtssitz) und Freudenstein verfiel |
| Mühldorf                                  | Feldkirchen a. d. Donau       | B   | vor 1347–heute      | Mühldorfer, Premser, Walsee, Liechtenstein, Tupfer, Stangl, Clam, Undorf, Peisser                                                                                                   | ehemals Wasserburg, heute Hotel und Restaurant |
| Mühllacken                                | Feldkirchen a. d. Donau       | A   | vor 1526–heute      | Schmidtauer, Peisser, Stift Wilhering | Adelssitz und Badeanstalt seit rund 1600, heute Kurbetrieb |
| Oberwallsee                               | Feldkirchen a. d. Donau       | R   | 1364/86–18. Jh.     | Walsee, Schaunberg, Cammerer, Neuhauser, Hofmann, Schmidtauer, Eggenberg, Starhemberg                                                                                               | Burg der Walseer, um 1600 Schloss, seit dem 18. Jh. verfallen |
| Niedernburg                               | Feldkirchen a. d. Donau       | F   | ?–vor 1541          | | Befestigungsanlage (mit möglicher Burg?) |
| Bernau, Pernau                            | Fischlham                     | W   | ~1190–heute         | Pernauer, Anhang, Jagenreut, Spindler, Eyselsberg, Gabelkoven | Wasserschloss |
| Frankenburg, Pflegerschloss               | Frankenburg am Hausruck       | A   | 1512–heute          | Auer, Trennbach, Hofmann, Khevenhüller | Sitz von Pflegern anstatt der Frankenburg |
| Frankenburg                               | Frankenburg am Hausruck       | X   | vor 1160–1511       | Julbacher, | Höhenburg, die nach 1511 aufgegeben wurde, heute Burgstall |
| Frein                                     | Frankenburg am Hausruck       | B   | vor 1370?–heute     | Schedinger/Schöttinger, Geymann, Huber, Zärtl, Khevenhüller, Gera, Limbeck | ehemals Wasserschloss |
| Königstein                                | Freinberg                     | X   | 1410–1436           | Wittelsbacher | Burg wurde durch Bischof von Passau eingenommen und dann nie wieder aufgebaut, wenige Mauerreste |
| Freistadt, Schloss                        | Freistadt                     | B   | 1363–heute          | Walsee, Zelking, Prager, Landau, Gera, Meggau, Slavata, Harrach, Kinsky | anstatt des Salzhofs und als Verstärkung der Stadtbefestigung errichtet, heute Amtsgebäude und Museum |
| Fuchsenhof Rasteinhof                     | Freistadt                     | A   | vor 1377–heute      | von der Au, Rastein, Luzer, Weissenauer, Fux/Fuchs, Castner | ehemaliger Ansitz, heute Bauernhof |
| Salzhof alte Burg                         | Freistadt                     | u   | vor 1220–heute      | Landesherrn | alte Burg, nach Bau des neuen Schlosses Speicher und Salzlager, nach 1850 Theater, heute kulturelle Nutzung |
| Stadtbefestigung                          | Freistadt                     | F   | 14. Jh.–heute       | keine | fast vollständig erhaltene Befestigung mit sechs Wehrtürmen, Linzertor und Böhmertor sogar aus dem 13. Jh. |
| Gallspach                                 | Gallspach                     | w   | 1120–heute          | Gallspacher, Walsee, Geymann, Prodlvischer, Spindler, Erhardt, Kueffstein, Hoheneck, Imsland                                                                                        | Wasserschloss mit einem Rundturm |
| Rosenegg Weng                             | Garsten                       | A   | vor 1383–heute      | Losenstein, Stift Garsten, Velber, Höhenfelder, Pruck/de Ponte, Ster, Spindler | Bauerngut, seit 1568 Adelssitz mit Namen Rosenegg, 1625 bis 1787 wieder bei Garsten, nach 1860 historisiert |
| Gröming                                   | Gaspoltshofen                 | x   | 12./13. Jh.–~1730   | Anhang, Oberhaim, Jörger, Innerseer, Harrach, Weissenwolff, Trautson, Auersperg | Ansitz, um 1730 und 1864 abgerissen |
| Oberbergham                               | Gaspoltshofen                 | x   | ~1100?–?            | Perkheimer, Schaunberg, Enenkel, Nütz, Staindl, Aretin, Weichs | Stammsitz der Pergheim, kleine Burg bzw. Ansitz |
| Neuhaus, Geinberg                         | Geinberg                      | b   | 1130?–heute         | Geinberger, Aham, Grebmer, Stangl, Gemel | Vorgängerburg war bei heutiger Kirche, um 1600 Umbau zu Schloss, heute Kinderheim |
| Cumberland                                | Gmunden                       | B   | 1882/86–heute       | Hannover | historistisches Residenzschloss der Welfen, heute Pflegeheim |
| Grub (Gmunden)                            | Gmunden                       | B   | ~1450–heute         | | 1520 errichtete Stadtburg, 1850/60 Umbau |
| Ort, Orth                                 | Gmunden                       | B   | 1050?–heute         | Ort, Habsburg, Herberstorff, Preysing | ehemals Wasserschloss, 1626 abgebrannt, 1634 Wiederaufbau, bekanntes See- und Landschloss |
| Mühlleiten                                | Gmunden                       | A   | 1305–heute          | Mühlwang, Jörger, Schernberg, Seeau, Plass, Schmidt | Freisitz direkt an der Traun |
| Mühlwang                                  | Gmunden                       | B   | 1305–heute          | Mühlwang, Zollner, Hofmann, Schmidtauer, Hacklberger, Schifer, Seeau, Frey | Burg im 16. Jh. zu Schloss umgebaut |
| Roith                                     | Gmunden                       | B   | ~1596–heute         | Polheim, Paumgartner, Jäger, Seeau, Plaß, Holzofen | vorher Gut „in der Reuth“, 1596 Freisitz, 1968 bis 2015 Hotel |
| Weyer                                     | Gmunden                       | B   | 1446–heute          | Jagenreut, Rohrbach, Hackelberger, Herberstorff, Spindler, Hayden, Salburg, Frey | Gut, ab 1596 Freisitz |
| Lichtenhag                                | Gramastetten                  | R   | 1167–~1650          | Hager/Aspan, Gera, Starhemberg | Höhenburg, ab Mitte 17. Jh. verfallen |
| Greinburg                                 | Grein                         | B   | ~1490–heute         | Prüschenk, Sprinzenstein, Meggau, Dietrichstein, Salburg, Sachsen-Coburg-Gotha | spätmittelalterliche Burg, Umbau im Renaissancestil, heute in Teilen Museum |
| Manglburg                                 | Grieskirchen                  | a   | ?–heute             | Manglburger, Hugl, Pusch, Laubmann | 1634/44 bis 1881 Adelssitz, Teile bestehen heute noch |
| Reinleiten                                | Grieskirchen                  | B   | ~1600–heute         | Röhringer, Polheim, Ankevoirt, Weißenwolff | Bauernhof, um 1600 Edelsitz, 1720 adeliger Ansitz, 1912 Krankenhaus, heute Wirtschaftsgebäude |
| Rosenstein                                | Grieskirchen                  | A   | 1639?–heute         | Hugl, Posch, Salburg, Stockhammer | seit 1639 Freisitz, ab Ende 18. Jh. in bürgerlichem Besitz |
| Parz, Schloss                             | Grieskirchen                  | B   | ~1515–heute         | Pollheim, Harrach, Ungnad | Zubau zu bestehendem Wasserschloss, großflächige Renaissancefresken |
| Parz, Wasserschloss                       | Grieskirchen                  | W   | vor 1220–heute      | Lehrbühl, Jörger, Oberhaim, Pirchinger, Pollheim, wie Schloss | Wasserschloss, um 1800 neu gebaut |
| Leonstein, Burgruine                      | Grünburg                      | R   | 1140–1390           | Landerherr, Löwensteiner, Rohr, Zelking | 1390 erobert und gesprengt, dann nur mehr Burgstall, darunter wurde da Schloss gebaut, heute wenige Mauerreste |
| Leonstein, Schloss Feichta, Neu-Leonstein | Grünburg                      | B   | ~1400–heute         | Rohr, Zelking, Salburg | Talschlossm 1724 barocker Umbau, heute Landeskinderheim |
| Schloss Höselberg                         | Gschwandt (bei Gmunden)       | v   |                     | | Villa? |
| Irnharting                                | Gunskirchen                   | B   | ~1350–heute         | Thann, Meurlin, Oberhaim, Polheim, Schifer, Spindler | ehemaliges Wasserschloss, 1865 Brand, Teile wurden renoviert |
| Tannbach                                  | Gutau                         | B   | ~1400–heute         | Galsberger, Kienast, Weissenauer, Hack, Thürheim, Frey, Planck, Polzer-Hoditz | Ansitz, 1873/78 umgebaut |
| Bergheim Bergham                          | Haag am Hausruck              | x   | ~1000–1640          | Bergheimer? | Burgstall, Anfang des 14. Jhs. zerstört, 1640 schon verfallen |
| Rudolfspitz Burg Hausruck                 | Haag am Hausruck              | x   | 1120–1600?          | Hausruck, Anhanger | vermutlich 1171 zerstört, Burgstall, um 1600 schon öd |
| Starhemberg                               | Haag am Hausruck              | B   | 1246–heute          | Starhemberg, Anhang, Jörger, Bistum Passau | Stammschloss der Starhemberg?, heute auch Heimatmuseum |
| Alt-Hagenberg                             | Hagenberg im Mühlkreis        | X   | 12. Jh.–?           | Hagenberger | Burgstall einer Spornburg, 2008/09 zerstört |
| Hagenberg                                 | Hagenberg im Mühlkreis        | B   | 1370–heute          | Stadl, Kapeller, Zwingenstein, Schießenberger, Hoheneck, Schallenberg, Maurer, Wöber, Thürheim, Althan, Dürckheim                                                                   | heute Fachhochschule |
| Stauf                                     | Haibach ob der Donau          | R   | 12. Jh.–16. Jh.     | Schaunberg, Geilspeck, Stadl, Liechtenstein, Jörger, Harrach | Höhenburg, 1570 abgebrannt |
| Rudolfsturm                               | Hallstatt                     | T   | 13. Jh.–heute       | | Wehrturm, heute Gastronomiebetrieb |
| Schaunberg                                | Hartkirchen                   | r   | 12. Jh.–~1650       | Schaunberg, Starhemberg | Stammburg der Schaunberg, ab Mitte des 17. Jh. verfallen |
| Haslach an der Mühl ?                     | Haslach an der Mühl           | F   | vor 1341–heute      | Passau, Rosenberg | Wehranlage eines Marktes |
| Helfenberg                                | Helfenberg                    | B   | ~1250–heute         | Helfenberg, Piber, Neundlinger, Greisenecker, Artstetter, Oedt, Schifer, Mörk, Seeau, Revertera                                                                                     | Burg, 1607 Schlossneubau |
| Piberstein                                | Helfenberg                    | B   | 1200/50–heute       | Piber, Tann, Haderer, … Schallenberg, Seeau, Revertera-Salandra | Felsenburg, nach 1650 letzter Um-/Ausbau, um 1930 Gastronomie/Hotel |
| Uttendorf                                 | Helpfau-Uttendorf             | x   | ~1050–~1770         | Uttendorfer, Grans, bayer. Landesherren, Aham | Stammsitz der Uttendorf, Abbruch 1761 und 1795, außer der Burgkapelle |
| Eidendorf                                 | Herzogsdorf                   | x   | 1360?–1914          | Hohenstein, Schmidtauer, Cronpichl | nach Brand 1914 abgetragen, Meierhof steht noch |
| Rotenfels Alt-Waxenberg                   | Herzogsdorf                   | x   | 1136?–1360          | Rotenfels | nach 1360 verfallen, wenige Mauerreste |
| Wanghausen                                | Hochburg-Ach                  | A   | ~1200–heute         | Acher, Kemater, Gratzer, Scharz, Prielmayr | Ansitz aus dem 17. Jh. mit Treppengiebel aus dem 19. Jh. |
| Falkenstein                               | Hofkirchen im Mühlkreis       | R   | 1140–heute?         | Falkenstein, Rosenberg, Walsee, Oberhaim, Prüschenk, Willinger, Herberstein, Salburg                                                                                                | Stammsitz der Falkenstein, 1572 Brand, nach 1600 verfallen |
| Freizell                                  | Hofkirchen im Mühlkreis       | R   | 1445?–heute         | Starhemberg, Marsbach, Neuhaus, Tattenbach | kleiner Ansitz aus dem 16. Jh. |
| Haichenbach                               | Hofkirchen im Mühlkreis       | R   | 1160–~1530          | Eichenbach, Rosenberg, Passau, Nothaft, Oberhaim | Burg, ab ca. 1530 ungenützt und verfallend |
| Marsbach                                  | Hofkirchen im Mühlkreis       | B   | ~1170–heute         | Marsbach, Oberhaim, Tattenpeck/-bach | alte Burg abgebrochen und 1561 bis 1598 neu gebaut |
| Tannberg                                  | Hörbich                       | R   | ~1190–~1530         | Tannberg, Bistum Passau, Jagenreut, Mühlwang, Herleinsperger, Premser | Burg, ab ca. 1530 ungenützt und verfallend, Teile in Bauernhaus erhalten |
| Sachsenburg, Neubau                       | Hörsching                     | x   | 1515–?              | Landesherrn, Stift Kremsmünster | 1515–18 kaiserliches Jagdschloss erbaut, 1525 umkämpft, nach 1800 Umbau und Pulverturm, Abbruch im 20. Jh.? |
| Innernstein Veste Stain                   | Innernstein                   | b   | ~1200–heute         | Stain, Kapellen, Liechtenstein, Clam, Salm, Tinti | Burg, Schloss lange Ritterlehen, neugotische Gruftkapelle von 1906 |
| Inzersdorf im Kremstal                    | Inzersdorf im Kremstal        | x   | 12. Jh.–?           | Inzersdorf, Boxleiten, Pudminger, Haydn, Fuchs, Engl | Teile sind heute noch im Gemeindeamt erhalten? |
| Erlach                                    | Kallham                       | x   | 1370–1862           | Schaunberg, Starhemberg, Jörger, Ungnad, Revertera | Wasserschloss, nach 1862 abgetragen und eingeebnet |
| Rohrawiesing                              | Kallham                       | x   | ?–vor 1600          | Rohrer zu Wiesing, Grüenthal | Wasserschloss, um 1600 schon verfallen, 1776 nur mehr ein Teich vorhanden, Lage heute unbekannt |
| Bodendorf                                 | Katsdorf                      | x   | um 1270–1805        | Kapeller, Pernauer, Potendorf, Flußhart, Sprinzenstein, Riesenfels, Thürheim, Althan                                                                                                | nur mehr Meierhof erhalten |
| Breitenbruck                              | Katsdorf                      | B   | 1230–heute          | Breitenbrucker, Hohenegg, Tattenbach, Ramingdorf, Starhemberg | Burg wurde zu einem Bauernhof umgebaut |
| Weinberg                                  | Kefermarkt                    | B   | 11/12. Jh.–heute    | Zelking, Piber, Thürheim | gotische Burg im 16. Jh. zu Renaissanceschloss umgebaut, 1988 Ort der Landesausstellung |
| Achleiten                                 | Kematen an der Krems          | B   | ~1190–heute         | Achleiten, Walsee, Stadl, Sinzendorf, Grüenthal, Castner, Thun, Planck, Teufenstein                                                                                                 | gut erhaltenes Schloss, heute Sitz eines Gestüts |
| Weyer                                     | Kematen an der Krems          | W   | 1300?–heute         | Raidt, Wiellinger, Fenzl, Kazianer, Hager, Eiselsberg, Planck | kleines Wasserschloss, wurde in jüngster Zeit renoviert |
| Partenstein                               | Kirchberg ob der Donau        | b   | ~1260–heute         | Passau, Partenstein, Harrach, Urleinsberger, Gruber, Staininger | um 1670 schon verfallen, um 1780 Wirtshaus eingebaut, Reste einer Burg |
| Winzberg                                  | Kirchberg ob der Donau        | X   | ~1200–~1400?        | Winzberg | Burgstall einer Höhenburg, wenige Mauerreste |
| Graben                                    | Kirchdorf am Inn              | x   | ~1160–~1200         | Ortenburg/Aham | Uferburg 1199 gebrochen, heute gänzlich verschwunden |
| Katzenberg                                | Kirchdorf am Inn              | B   | vor 1200–heute      | Ortenburg, Mautner, Schwarzensteiner, Taufkirchen, Aham, Pflummern, Thienen-Adlerflycht                                                                                             | Brand 1629, barockisiertes Schloss |
| Neupernstein Hanfeldhof                   | Kirchdorf an der Krems        | B   | 1230?–heute         | Andechs, Pernstein, Hanvelde, Hauser, Perger, Haas, Windischgrätz | Lehenshof von Kremsmünster, 1715/17 zu einem Schloss umgebaut |
| Burg Kirchham Gasthof Pöll                | Kirchham                      |     |                     | | |
| Wildberg (Kirchschlag)                    | Kirchschlag bei Linz          | R   | 1145–heute          | Haunsperger, Steyr/Starhemberg | Burg zum Teil Ruine, 1664 Schloss anstelle der Vorburg errichtet |
| Clam                                      | Klam                          | B   | ~1150–heute         | Machland, Velburg, Holzer, Hauser, Zinzendorf, Wolfstein, Seusenecker, Prüschenk/Hardegg, Perger/Clam                                                                               | gut erhaltene Felsenburg |
| Klaus                                     | Klaus an der Pyhrnbahn        | B   | vor 1200–heute      | Buchheim, Storch, Salburg, Schaumburg-Lippe, Sydow | Schloss und Burgruine heute Bildungshaus |
| Gneisenau                                 | Kleinzell im Mühlkreis        | B   | ~1160–heute         | Gneussen, Teuerwanger, Harrach, Diendorfer, Perkhammer, Kaplan, Raiger, Neidhardt, Hohenegg, Märk, Murhamer, Fieger, Starhemberg                                                    | ursprünglich Wasserschloss, heute Altenheim |
| Schallenberg                              | Kleinzell im Mühlkreis        | R   | 1230?–vor 1600?     | Schallenberg, Urleugsperg, Leutzeneder, Herleinsperger | 1440 Burg zerstört, ab ca. 1550 verfallen, Ruine einer Höhenburg |
| Ansitz Auhof (Kremsmünster)               | Kremsmünster                  | A   |                     | | |
| Kremsegg                                  | Kremsmünster                  | B   | 13. Jh.–heute       | Roth, Grüenthal, Stift Kremsmünster | Schloss (von Prandtauer?), heute Museum |
| Sunnegg                                   | Kremsmünster                  | T   | ~1330–nach 1500?    | Penn, Raucher, Alhartinger, Pucher, Vorster, Kral, Habichler | Reste sind in einem Haus erhalten |
| Haiding                                   | Krenglbach                    | B   | 1310?–heute         | Gelting, Hostorffer, Rondinelli, Katzianer, Strattmann, Batthyany, Montenuovo | ehemaliges Wasserschloss, Teile sind erhalten |
| Schmiding                                 | Krenglbach                    | w   | ~1110–heute         | Polheim, Ofen, Innerseer, Reuter, Engl, Oedt, Batthyany | ehemaliges Wasserschloss, nach Umbau heute Sitz eines Zoos |
| Kreuzen                                   | Bad Kreuzen                   | R   | vor 1000?–          | Creutzen, Volkenstorf, Prüschenk, Schweinböck, Meggau, Breuner, Dietrichstein, Cavriani, Salburg, Sachsen-Coburg-Gotha                                                              | alte Fluchtburg, 1880 Brand, die Reste dienen heute als Jugendherberge |
| Schieferegg Schiefereck                   | Kronstorf                     | B   | ~1360–heute         | Scheffolt, Habichler, Feuchter, Dachsberg, Geymann, Polheim, Volkenstorf, Tilly, Weichs                                                                                             | nach Brand 1490 wieder aufgebaut |
| Lindach                                   | Laakirchen                    | B   | vor 1100–heute      | Hayden, Frey | Schlosskapelle ist heute Dorfkirche, heute Gutshof und Veranstaltungsort |
| Oberweis                                  | Laakirchen                    | B   | ~1380–heute         | Aboltinger, Geymann, Walsee, Hauser, Greisenegger, Jörger, Perkheim, Traint, Weinzierl, Hofmandl, Spindler, Sparr, Grüenthal, Hoheneck, Imsland, Haselmayr                          | Schloss mit neuem Teich, Wohnzwecke und Veranstaltungsort |
| Spielberg                                 | Langenstein                   | R   | nach 1100?–18. Jh.  | Perg, Lengenbach, Babenberg, Spielberg, Habsburg, Hagen, Walsee, Liechtenstein, Ruckendorfer, Scherffenberg, Ungnad                                                                 | an der Stelle eines römischen Wachturms, Burg/Schloss ab dem 18. Jh. verfallen, heute Burgruine |
| Dornach                                   | Lasberg                       | R   | ~1400–~1700         | Lasberger, Volkra, Zelking, Thürheim | Burg nach Brand 1650 verfallen, Teile noch erhalten |
| Kogl                                      | Laussa                        | a   | ?–heute             | Voglsang | ehemaliger Bauernhof, 185?? zu Schloss ausgebaut |
| Erb                                       | Lengau                        | A   | 1150?–heute         | Rainer, Lerchenfeld, Frauenhofen, Törring, Bohn | Ansitz aus dem 17. Jh. |
| Friedburg Fryburg                         | Lengau                        | x   | 1180–1790           | Kuchler, Scherfenberg, Ortenburg, Jörger, Salburg | mehrmals abgebrannt, 1777 Kapelle abgebrochen, heute Burgstall |
| Teichstätt                                | Lengau                        | B   | ~1400–heute         | Reuter, Rainer, Pirching, Vischer, Hackledt | Schloss, zu Bauernhof umgebaut |
| Turmbefestigung Linz ?                    | Leonding                      | F   |                     | – | |
| Holzheim Painherrnhof                     | Leonding                      | B   | 1075?–heute         | Holzheim, Atzpeck, Painherr | Freisitz 1726 abgebrannt, dann barockes Schloss errichtet |
| Kürnberg                                  | Leonding                      | x   | ~1150/1286–~1500?   | Kürnberger, Kapellen, Kremsdorfer?, Lichtenstein, Herleinsberger | Höhenburg um 1500 verfallen |
| Schloss Rufling                           | Leonding                      | B   |                     | | |
| Schloss Bergham                           | Leonding                      | B   |                     | | |
| Lichtenau                                 | Lichtenau im Mühlkreis        | B   | ~1220–heute         | Rosenberg, Hugenberger, Anhang, Jörger, Oeder/Ödt, Walsee, Herleinsperger, Schifer, Sprinzenstein, Welsberg, Vonwiller                                                              | Schloss aus dem 17. Jh., Teile 1945 abgebrannt |
| Ebelsberg                                 | Linz-Ebelsberg                | B   | 1150?–heute         | Passau, Volkerdorf, Lonsdorf, Liechtenstein, Kast | wichtige Burg der Passauer Bischöfe, mehrmals zerstört, zuletzt 1809 |
| Grillmayr Schlößl                         | Linz-Kleinmünchen             | V   | ~1850–heute         | – | an Stelle einer alten Mühle wurde Spinnerei und schlossartige Villa errichtet |
| Bergschlössl                              | Linz, Innenstadt              | V B | 1717/18–heute       | Hohenwart, Thürheim, Weißenwolf, Clam, Hohenfeld | kleines Barockschloss mit Park |
| Kommende des Deutschen Ordens             | Linz, Innenstadt              | A?  |                     | | |
| Palais Weissenwolf                        | Linz, Innenstadt              | P   |                     | | |
| Mittleres Grienauer Stöckl                | Linz, Innenstadt              | A   |                     | | |
| Lustenfelden Kaplanhof                    | Linz, Kaplanhof               | x   | vor 15. Jh.–20. Jh. | Hohenfurtner, Sprinzenstein, Taxis, Hackl, Jörger, Thürheim, Weissenwolf | Hof, ab 1530 Adelssitz, Brauerei bis ca. 1920, 1945 bombardiert, Abbruch |
| Auhof (Linz)                              | Linz, St. Magdalena           | B   | 1350–heute          | Kapellen, Pergheimer, Walich/Walch, Walsee, Volkra, Hohenegg, Lichtenstein, Stangl, Grundemann, Schallenberg, Starhemberg                                                           | Schloss mit Gutshof (und zeitweise auch Brauerei), heute Universität |
| Schloss Hammerschmiedries                 | Losenstein                    |     |                     | | |
| Losenstein                                | Losenstein                    | R   | ~1150–~1500         | Otakare, Losenstein, Auersperg | Burg schon seit dem 15. Jh. unbewohnt, heute nur mehr Ruine |
| Luftenberg, Burg                          | Luftenberg an der Donau       | R   | 1125–Ende 16. Jh.   | Luftenberg, Neidtperg, Landesherr, Kapellen, Rech, Gruber, Zwingenstein, Steinpach, Schallenberg                                                                                    | Burg, nach Bau des Schlosses verfallen |
| Luftenberg, Schloss                       | Luftenberg an der Donau       | B   | 1650?–heute         | (wie Burg) Schallenberg | der Meierhof wurde zu Schloss ausgebaut |
| Mattighofen                               | Mattighofen                   | B   | vor 1000–heute      | bayer. Herzöge, Kuchler, Holub, Ortenburg, Starhemberg, Haidenthaler, Habsburg | Burg zu Schloss umgebaut, 2012 Ort der Landesausstellung |
| Spitzenberg                               | Mauerkirchen                  | b   | vor 1380–heute      | Mauerkirchner, Grans, Spitzenberg, Laufenbach, Hochkircher, Freyberg, Rosenbusch, Lerchenberg, Venningen                                                                            | Schloss 1865 abgebrannt, erst 1917 wieder aufgebaut, heute Bauernhof |
| Pragstein                                 | Mauthausen                    | B   | ~1490–heute         | Prager, Tschernembl, Spindler, Meggau, Cavriani, Thürheim | kleines Schloss, ursprünglich auf Insel, heute Museum und Musikschule |
| Meggenhofen                               | Meggenhofen                   | X   | 1120–16. Jh.        | Starhemberg, Tutschenberger, Fleischhacker, Ketringer | Burgstall einer Wasserburg |
| Riegerting Rueckering                     | Mehrnbach                     | b   | ~1360–heute         | Zärtl, Taimer, Scharffseder, Seiboltsdorf, Freyenseiboldstorff, Wartenburg, Lerchenfeld, Haslang, Venningen                                                                         | Reste der alten Wasserburg, 1697 Neubau des Schlosses, 1908 Umbauten. fast 300 Jahre bestand eine Schlossbrauerei |
| Hueb                                      | Mettmach                      | B   | vor 1485–heute      | Ellrechinger, Dachsberg, Wartenberg, Franking, Handel(-Manzetti) | Schloss in der Grundsubstanz noch gesamt erhalten |
| Altpernstein                              | Micheldorf                    | B   | 1160–heute          | Pernstein, Trixen, Walsee, Liechtenstein, Jörger, Stift Kremsmünster | mittelalterliche Spornburg, 1578/82 zu Renaissanceschloss erweitert, winziger Burghof, seit 1946 Jugend- und Kinderbegegnungszentrum |
| Frauenstein                               | Mining                        | B   | 10. Jh.–heute       | Pogen?, Ering, Hals, Fraunhofen, Landesherr, Peutner, Paumgarten (1508–1885), Venningen                                                                                             | römischer Wachturm, dann Burg und Schloss, 1807 Teile abgebrochen, heute für Veranstaltungen genützt |
| Mamling                                   | Mining                        | B   | vor 1300–heute      | Mamling, Elrechinger, Gold von Lampoting, Meggau, Lerchenfeld, Abensberg-Traun, Törring, Esebeck, Strachwitz                                                                        | anstelle Burg um 1650 Schloss gebaut, 1870 Umbau |
| Sunzing                                   | Mining                        | B   | 1435–heute          | Sunzing, Puchleitner, Lützelburg, Esebeck, Strachwitz | Meierhof, um 1480 als Stammsitz der Sunzing erbaut |
| Wasenberg                                 | Mitterkirchen im Machland     | X   | ?                   | unbekannt | Rest einer Turmhügelburg (Motte) |
| Mondsee Kloster Mondsee                   | Mondsee                       | B   | 748–heute           | Wrede, Almeida | altes Kloster, 1791 aufgehoben, heute Hotel und Museum |
| Mühlheim                                  | Mühlheim am Inn               | b   | 1120–heute          | Mulham, Thuemayr/Thaimer, Rehling, Safré, Erbville, Nothafft, Totti, Peckenzell | Wasserburg Stammsitz der Mulham, nach 1636 Schlossneubau, 1805 Brand, 1899 Abbruch und Neubau |
| Harter Schlössel                          | Naarn im Machlande            | X   | 12. Jh.–Ende 18. Jh | Hart, Mitterberg, Kapellen, Liechtenstein, Geyer zu Osterburg, Hake von Bornimb, Tschernembl, Meggau, Starhemberg, Kuefstein, Thürheim                                              | keine Gebäude mehr vorhanden |
| Blankenberg                               | Neufelden                     | X   | ~1100–?             | Schönhering-Blankenberg, Formbach, Prčice, Schallenberg | nach Brand nicht mehr aufgebaut, Burgstall |
| Pürnstein                                 | Neufelden                     | B   | 1010–heute          | Blankenberg, Rosenberg, Kapellen, Harrach, Tannberg, Starhemberg, Jörger, Steiner, Planck, Bartenstein                                                                              | mehrmals aus-, umgebaut, 1866 Brand |
| Velden                                    | Neufelden                     | b   | ~1160–heute         | Velden, Blankenberg, Kapellen, Tannberg, Herleinsperg, Prembser | Burg 1699 abgebrochen, Neubau 1789 |
| Schloss Dambach ?                         | Neuhofen an der Krems         |     |                     | | |
| Gschwendt                                 | Neuhofen an der Krems         | B   | ~1300–heute         | Gschwendter, Volkenstorf, Losenstein, Auersperg | Wasserschloss, ab 1895 Landes-Irrenbewahranstalt, heute Betreuungszentrum |
| Weißenberg                                | Neuhofen an der Krems         | B   | vor 1195–heute      | Weißenberg, Polheim, Volkenstorf, Tilly, Vorig, Weichs | Burg, dazu im 16. Jh. Renaissanceschloss gebaut, alte Burg ab 1803 durch Neubau ersetzt |
| Spättenbrunn Späting/Speting              | Neukirchen am Walde           | x   | 1310–Anfang 19. Jh. | Wesner, Flacheneck, Schaunberg, Jäger, Spätt, Neidthart, Strattmann | Schloss zu Beginn des 19. Jahrhunderts eingestürzt |
| Neukirchen/Enknach                        | Neukirchen an der Enknach     | x   | 1180–1830           | Neukirchner, Apfentalter, Thannhausen, Gleinitz, Töring-Jettenbach, Puecher | Schloss 1830 abgetragen |
| Kammermaier*                              | Neumarkt im Mühlkreis         | x   | ?–vor 1499          | Kammermaier | Burgstall einer Spornburg mit unbekanntem Namen |
| Kronest Bibrachstein                      | Neumarkt im Mühlkreis         | R   | 1334–vor 1600       | Schrautolf, Lasberger, Alharting, Zelking, Thürheim | Wohnturm/Burg 1602 öd, dann verfallen, wenige Mauerreste |
| Möstling*                                 | Neumarkt im Mühlkreis         | R   | ?                   | unbekannt | schon 1499 Burgstall, wenige Mauerreste |
| Rannariedl                                | Neustift im Mühlkreis         | B   | ~1240–heute         | Falkensteiner, Tannberg, Polheim, Habsburg, Oedt, Weisperger, Hofmann, Khevenhüller, Salburg, Clam                                                                                  | Wehrburg, Schloss großteils noch erhalten |
| Steinbach, Burgruine                      | Niederwaldkirchen             | r   | ~1280–~1815         | Steinbach, Bergheim, Schallenberg, Rabenhaupt, Höritzer, Schmidtauer, Hoheneck, Hager, Spiller, Peßler                                                                              | Verfall ab Anfang des 19. Jh., heute wenige Mauerreste |
| Wildeneck Wildenegg                       | Oberhofen am Irrsee           | x   | ~1140?–~1600        | Ortenburg, diverse geistl. und weltliche Landesherrn | 1572 oder 1611 aufgegeben, Reste einer Spornburg |
| Schöffgattern                             | Oberkappel                    | b   | ?–heute             | Bischof von Passau | von 1770 bis 1784 Jagdschloss des Passauer Bischofs, dann Bauernhof |
| Obernberg                                 | Obernberg am Inn              | B   | 10. Jh.?–heute      | Formbach, Obernberg, Andechs, Bischöfe von Passau, Schaunberg | 1368 Brand, 1550 Neubauten, nach 1800 Land-/Pflegegericht, 1807 Umbauten |
| Lobenstein                                | Oberneukirchen                | R   | 1220?–vor 1600      | Lobenstein, Starhemberg | Höhenburg, schon 1560 baufällig, ab 1971 saniert, heute bewohnt |
| Waxenberg, Burg                           | Oberneukirchen                | R   | 1140–1756           | Wilhering, Habsburg, Walsee, Schallenberg, Liechtenstein, Traun, Jörger, Rabenhaupt, Gera, Starhemberg                                                                              | 1626 beschädigt, 1756 Brand, Ruine einer Höhenburg |
| Waxenberg, Schloss                        | Oberneukirchen                | B   | 16. Jh.–heute       | Gera, Starhemberg | unterhalb der Burg errichtet, Kapelle ist Dorfkirche, 1908/10 Zubau |
| Grub (Obertraun)                          | Obertraun                     | B   | 1522–heute          | Eyselsberg, Etzinger | anstelle eines Bauernhofes errichtet, 1868 historistischer Umbau |
| Götzendorf                                | Oepping                       | B   | 1180–heute          | Götzendorf, Vichtenstein, Hauzenberg, Oedt, Lamberg | Burg um 1600 zu Schloss ausgebaut, 1899 Brand, 1901 ohne Westtrakt wieder errichtet |
| Würting                                   | Offenhausen                   | B   | 814/1220–heute      | Wels-Lambach, Stift Würzburg, Habsburg, Rathalming, Bergheim, Weiß/Weißenberg, Seeau, Grillmayr, Alberti d'Enno                                                                     | romanischer Schankhof, dann Wasserburg, gotisches Wasserschloss, bis 1610 Renaissanceumbau, 1877 Westturm eingestürzt |
| Freiling                                  | Oftering                      | W   | 1170?–heute         | Perg-Machland, Schifer, Kauthen, Rumerskirch | Wasserburg, -schloss, nach Brand wurde nur mehr Nordtrakt und Turm wiederaufgebaut |
| Ofenwang                                  | Ostermiething                 | x   | 1150?–?             | Ofenwang, Murhardt, Leitter, Horhart | anstelle des Schlosses steht heute ein Bauernhof |
| Ottensheim                                | Ottensheim                    | B   | vor 1148–heute      | Wilhering, Habsburg, Walsee, Liechtenstein, Rabenhaupt, Jörger, Thun-Hohenstein, Coudenhove-Kalergi                                                                                 | Burg auf Felsrücken, mehrfach umgebaut |
| Peilstein                                 | Peilstein                     | B   | 1754–heute          | Tannberg | als Sitz des Pflegers errichtet, nach 1848 verkauft |
| Auhof (Perg)                              | Perg                          | B   | vor 1294–heute      | Au, Rauber, Zeller, Künigsfelder, Flußhart, Reuthmer, Paumgartner, Riedtießer, Enzmilner                                                                                            | alter Ansitz, 1568 Schloss daneben gebaut, 1693 Brand, ab 1860 Um- und Ausbau im historistischen Stil |
| Mitterberg                                | Perg                          | r   | 1165–~1500          | Perg, Landesherrn, Mitterberg, Kapeller, Walsee, Zelking, Prüschenk | große Felsenburg, nach Neuordnung der Landgerichte um 1500 verfallen |
| Perwang                                   | Perwang                       | A   | ~970–heute          | Nopping, Unterhofer, Schetting | Meierhof dann Ansitz, seit 1660 Pfarrhof |
| Pettenbach                                | Pettenbach                    | B   | vor 1000?–heute     | Pettenbach, Meuerl, Hassendorfer, Kirchberger, Fenzl, Engl | 1431 Kapelle anstatt der verlassenen Burg errichtet, hakenförmiges kleines Schloss, dann Pfarrhof, heute Musikschule |
| Seisenburg Hochseisenburg                 | Pettenbach                    | R   | ~1130–nach 1910     | Polheim, Walsee, Volkensdorfer, Landesherrn, Harrach, Capellen, Eytzinger, Kirchberger, Fenzl, Engl                                                                                 | Burg schon 1605 Ruine, 1682–92 darunter Schloss erbaut, seit 1910 verfallen, heute Ruine. Archiv konnte z. T. gerettet werden |
| Peuerbach                                 | Peuerbach                     | B   | 1366–heute          | Schaunberg, Starhemberg, Hohenfeld, Herberstein, Verdenberg, Kauthen, Sinzendorf, Strattmann, Battyany                                                                              | Wasserburg, 1571 und 1626 Brand, um 1830 Teile abgebrochen, heute Bezirksgericht und Museum |
| Schifferhub, Schieferhub                  | Peuerbach                     | a   | 14.–16. Jh.–heute   | unbekannt | Villa unter Einbeziehung der Reste des Freisitzes |
| Steindlbach Villa Sassi                   | Peuerbach                     | a   | vor 1600?–heute     | Haugg, Schickhmair, Sassi | Gut, 1655 Neubau, nach 1886 Freisitz abgebrochen und Neubau der Villa Sassi |
| Pfaffstätt                                | Pfaffstätt                    | B   | ~1150?–heute        | Pfaffstätter, Reutter, Walch, Schwabpach, Vieregg, Wartenberg, Lerchenfeld, Taufkirchen, Peckenzell, Lippe-Weissenfeld, Schaumburg-Lippe                                            | Wasserburg, ab 1720 zu Schloss umgebaut |
| Siedelberg                                | Pfaffstätt                    | X   |                     | unbekannt | Burgstall einer mittelalterlichen Wehranlage |
| Feyregg                                   | Pfarrkirchen bei Bad Hall     | B   | 1170?–heute         | Sunn/Feuer, Anhang, Sinzendorf, Fenzl, Schütter, Stift Spital am Pyhrn, Planck | Ansitz dann Sommersitz der Pröbste, Barockschloss, seit 1970 ein Teil Schlosspension |
| Mühlgrub Grueb im Traunviertel            | Pfarrkirchen bei Bad Hall     | B   | vor 1300–heute      | Asperger, Mühlwang, Prändl, Wuecherer, Strutz, Fenzl, Katzianer, Gera | Ansitz zu Renaissanceschloss umgebaut, im Zweiten Weltkrieg beschädigt |
| Altenhof                                  | Pfarrkirchen im Mühlkreis     | B   | nach 1200–heute     | Altenhofer, Falkenstein, Landesherrn, Jagenreuter, Melabrunner, Herleinsperger, Salburg                                                                                             | Burg, 1682 und 1724 Brand, große Schlosskapelle, heute für Veranstaltungen genützt |
| Peilenstein Peilstein                     | Pfarrkirchen im Mühlkreis     | r   | ~1300–15./16. Jh.?  | Peilenstein, Stift Passau, Prembser, Tettenhaimer, Nussdorfer | Burg mit unsicheren Namen, Zeitpunkt der Aufgabe unbekannt, Burgruine, wenige Mauerreste |
| Piberbach                                 | Piberbach                     | x   | 1055?–1814          | Prüschenk, Gneuß, Blumau, Stadler, Hager, Pfefferl, Hand, Fenzl, Katzianer, Eyselsberger, Planck                                                                                    | Wasserburg, -schloss, 1814 abgetragen, nur Nebengebäude erhalten |
| Etzelsdorf                                | Pichl bei Wels                | b   | 12. Jh.?–heute      | Etzelsdorfer, Jörger, Strutz, Gera, Engl, Krenner, Seeau, Schmidtauer, Unkrechtsberg                                                                                                | 1560 schon Burgstall, 1626 Brand, nach 1700 Neubau in heutiger Form, 1944/45 Kinderheim |
| Ruttenstein Rotenstein                    | Pierbach                      | R   | 1160–1550           | Landesherr, Kapellen, Walsee, Liechtenstein, Meggau, Dietrichstein, Sachsen-Coburg-Gotha                                                                                            | um 1550 schon baufällig, ab ca. 1670 Ruine einer Höhenburg |
| Schlossberg Hart                          | Pischelsdorf am Engelbach     | R   |                     | | Burgstall, Ruine |
| Feldegg                                   | Pram                          | B   | vor 1400?–heute     | Pilch, Retschan, Hochberg, Pranckh, Wiellinger, Roo, Heyß, Walcher | zuerst Wasserburg, um 1590 Schlossneubau, |
| Dachsberg                                 | Prambachkirchen               | B   | ~1200–heute         | Daxberg, Salchendobler, Starhemberg, Pernecker, Oedt, Schifer, Manndorff, Pilati, Riederer                                                                                          | Vorgängerburg, ab 1580 Schlossneubau, 1672 Brand und Neubau, ab 1920 Internatsschule, 1950 und 1981 Zubau, 1954 Umbau |
| Neuaist                                   | Pregarten                     | x   | 11. Jh.?–~1250      | Aist, Griesbach, Perg, Babenberg | Burgstall, Neuaist dürfte älter als Altaist sein |
| Reichenstein                              | Pregarten                     | r   | 13. Jh.–1750        | Reichensteiner, Kapellen, Walsee, Liechtenstein, Haym, Starhemberg | 1230–1300 Burg errichtet, 1570 Renaissanceschloss erbaut, ab 1750 verfallen, heute Ruine und Museum, Burgkapelle erhalten |
| Puchenau                                  | Puchenau                      | B   | ~1675–heute         | Schallenberg, Erhart, Kuefstein, Thürheim | Meierhof zu Schloss ausgebaut, ab 1752 in bürgerlicher Hand, heute renoviert (unter Verwendung diverser Bauteile) mit unterschiedlicher Nutzung |
| Gstöttenau                                | Pupping                       | x   | (1320)–1936         | Schaunberg, Glötsch, Sprinzenstein, Hungersbach, Praunfalk, Starhemberg | Barockschloss um 1740 genannt, 1830 Ruine, 1934–36 komplett abgebrochen, Nebengebäude stehen noch |
| Einburg Einberg                           | Raab                          | x   | 1120–~1700          | Waldeck, Traun, Ritzing, Tattenbach, Arco-Valley | Höhenburg, ab 1700 verfallen, heute steht an dieser Stelle ein Bauernhof (Schlossbauer) |
| Raab                                      | Raab                          | w   | vor 1145–heute      | Rurippe, Waldeck, Traun, Aichberger, Messenpecker, Sandizell, Chiemsee, Maxlrain, Neuhaus, Tattenbach, Arco-Valley                                                                  | Burg, Beginn des 16. Jh. Wasserschloss erbaut, von ca. 1850 bis 2002 Kreis-, Bezirksgericht |
| Reichenau                                 | Reichenau im Mühlkreis        | r   | 1315–~1950          | Reichenauer, Marschalich, Reichenstein, Walsee, Röttl, Stangl, Starhemberg | Vorgängerburg im Tal, Höhenburg, Brand 1750 dann Schloss, ab 1930 verfallen, heute Ruine, seit 1955 im Sommer Festspiele |
| Waldenfels                                | Reichenthal                   | B   | ~1290–heute         | Walsee, Starhemberg, Plankenstein, Polheim, Stangl, Grundemann von Falkenberg | Burg großteils nicht mehr erhalten, im 17. Jh. Schloss in Vorburg eingebaut |
| Burg Ried im Innkreis                     | Ried im Innkreis              | x   | 1140, 1902          | Reginger, Heinrich von Aham, bayerische Herzöge, Hans von Tattenbach | Höhenburg, abgegangen, heute Krankenhaus Ried |
| Altaist                                   | Ried in der Riedmark          | x   | ~1050–~1250         | Aist, Babenberger | Burgstall, wohl Mitte des 13. Jh. aufgegeben |
| Grünau                                    | Ried in der Riedmark          |     | ~1210–heute         | Volkensdorf, Laun, Paltram, Paumgartner, Tollinger, Hack, Riesenfels, Hackelsberg, Fieger-Salburg, Waldstein                                                                        | gut erhaltenes Schloss aus dem 17./18. Jh. |
| Marbach                                   | Ried in der Riedmark          | B   | 1145–heute          | Marbacher, Landesherrn, Lichtenegger, Feuchter, Walsee, Panhalm, Rohrbach, Englhofer                                                                                                | Burg um 1450 abgebrannt, dann Wasserburg, bis 1710 in Schloss umgebaut, im 20. Jh. Gefängnis, heute private Wohnzwecke |
| Rechberg Rehberg                          | Ried im Traunkreis            | x   | 1170–~1600          | Rechberger, Losenstein, Polheim, Volkensdorf, Meurl | Burg, um 1600 Ruine, heute Burgstall, Reste der Gräben noch erkennbar |
| Berg, ehem. Schloss                       | Rohrbach-Berg                 | r   | vor 1230–1820       | Perg, Ruestorfer, Rödern, Lamberg, Stomm, Trenk | Burg, Schloss 1621 vergrößert, ab 1820 verfallen, heute nur mehr Reste erhalten |
| Au an der Traun                           | Roitham am Traunfall          | B   | 1100?–heute         | Auer, Walsee?, Liechtenstein, Pinter, Kienast, Raidt, Wiellinger, Salburg, Seebacher, Fränking, Fördl, Kuttner, Stift Lambach, Mühlwang, Bentzel-Sternau, Kesselstatt, Vigne        | Vorgängerburg der Walseer?, kleines Ritter-Schloss, 1925 Erziehungsheim und Realschule, heute Privatbesitz |
| 2 Villen ??                               | Roßleithen                    |     |                     | | |
| Innersee                                  | Rottenbach                    | b   | ~1300–heute         | Innerseer, Franking, Dietrichstein, Kher, Fieger, Willinger, Gabelkoven, Gemberly, Heyß                                                                                             | Wasserburg zu Schloss umgebaut, 1626 Brand, heute private Wohnnutzung |
| Schloss Mitterberg                        | Rüstorf                       | B   | ~1185–1969          | Payss, Spieler, Franking, Herbersdorf, Salburg, Schärffenberg, Fuchs, Erzhzg. Maximilian Joseph von Österreich-Este                                                                 | 1185 erstmals erwähnt, 1407 im Besitz von Ulrich Payss, 1550 verkauft an Jakob Utzinger, 1558 gekauft von Georg Spiller, 1635 verkauft an Graf Georg Siegmund von Salburg von der Witwe Graf Adams von Herbersdorf und ließ einen Neubau errichten, 1762 an Josef Johann Fuchs verkauft, 1839 Nutzung durch Diözese Linz auf Erlaubnis Erzhzg. Maximilian-Josef von Österreich-Este, 1944 Flüchtlingslager für die Siebenbürger, 1965 von Dkfm. Friedrich W. Assmann gekauft, 1967–69 abgetragen bis auf die Kapelle, 2003 ökumenische Weihe der Schlosskapelle Mitterberg |
| Rosenhof                                  | Sandl                         | b   | 1760–heute          | Harrach, Kinsky | Jagdschloss, in zwei Etappen erweitert, mit Park, Nebengebäuden und Teich |
| Harchheim                                 | Sankt Aegidi                  | r   | vor 1260–1550?      | Harchheimer | Ruine einer Felsenburg, 1583 Gerichtssitz in Dorf St. Aegidi verlegt |
| Hohenbrunn                                | St. Florian (Linz-Land)       | B   | 1722–heute          | St. Florian | Jagdschloss des Stiftes St. Florian, heute Museum |
| Tillysburg                                | St. Florian (Linz-Land)       | B   | vor 1150–heute      | Gleink/Volkerstorf, Tilly, Weichs, St. Florian, O’Hagerty, Eltz | Vorgängerburg 1633–45 durch Schloss ersetzt, Ecktürme heute mit Flachdächern |
| Volkenstorf                               | St. Florian (Linz-Land)       | x   | vor 1150–1600?      | Volkenstorfer | Vorgängerburg der Tillyburg, heute Burgstall |
| Teufenbach                                | St. Florian am Inn            | x   | 1170?–~1900         | Tiefenbacher, Rasp, Hackledt, Pelkoven, Neuburg, Meggenhofen, Kern | Wasserburg, 1919 großteils abgebrochen |
| Vielsaßing                                | St. Florian am Inn            | x   | ?                   | Armansperg, Thun | abgekommener Edelsitz |
| Steinbach, Burgstall                      | St. Georgen bei Grieskirchen  | x   | 1160–?              | Steinbach, Steier | Burg 1171 zerstört, danach Sitz von Pflegern, 1465 öd, Nutzung bis ins 16. Jh.? |
| Ringwallanlage Buchberg                   | St. Georgen im Attergau       | X   | Bronzezeit–10. Jh.? | | ein Teil der Ringwallanlage liegt in St. Georgen |
| Kogl, Burg                                | St. Georgen im Attergau       | r   | 1264–~1750          | Schaunberger, Kuchler, Habsburg, Cilli, Walsee, Eytzing, Albrechtsheimer, Vischmeister, Geymann, Polheim, Hofmann, Khevenhüller                                                     | Höhenburg, nach 1750 verfallen, heute wenige Mauerreste |
| Kogl, Schloss                             | St. Georgen im Attergau       | B   | 1710–heute          | Khevenhüller, Pausinger, Mayr-Melnhof, Kottulinsky | statt der Burg Kogl erbautes Schloss, um 1900 erweitert |
| Eschelberg                                | St. Gotthard im Mühlkreis     | B   | 1205–heute          | Eschelberger, Traun, Gera, Starhemberg | Vorgängerburg um 1600 in Renaissanceschloss umgebaut, 1962 brannte Turm ab |
| Rottenegg                                 | St. Gotthard im Mühlkreis     | R   | vor 1285–1730?      | Piber, Landenberg, Walsee, Neundling, Greisenegger, Gienger, Künast, Artstetter, Schmidtauer, Starhemberg                                                                           | Höhenburg 1600 in Schloss umgebaut, ab Beginn 18. Jh. verfallen, Reste erhalten |
| Kühschlag                                 | St. Johann am Wimberg         | x   | vor 1315–vor 1615   | Aspan | Burgstall, Reste in Hauskapelle des heutigen Hofes? |
| Strafenberg                               | St. Leonhard bei Freistadt    | x   | 11. Jh.–~1225       | unbekannt | Burgstall einer kleinen Gipfelburg mit wenigen Mauerresten |
| St. Martin im Innkreis                    | St. Martin im Innkreis        | B   | 1150?–heute         | Schwenter, Trennbach, Tattenbach, Arco-Valley | Burg, 1626 und 1723 Brand, Gräben des Wasserschlosses 1854 trockengelegt |
| Lauerturm Kettenturm                      | St. Martin im Mühlkreis       | T   | 1386–~1600?         | Schaunberg | Mautturm zur Burg Neuhaus, Reste direkt am Donauufer |
| Neuhaus                                   | St. Martin im Mühlkreis       | r   | 12./13. Jh.–heute   | Schaunberg, Landesherrn, Königseck, Sprinzenstein, Thurn und Taxis, Planck | ursprünglich festes Haus für die Falkenjagd der Passauer Bischöfe, dann Burg und Schloss, 1583 und 1981 Brand |
| Hausstein Haustein                        | St. Nikola an der Donau       | x   | vor 1314–1854       | Landesherrn, Volkerstorf | kleine Burg auf einem Felsen in der Donau, ab 1510 verfallen, 1854 bei Donauregulierung gesprengt |
| Pain Pahin                                | St. Nikola an der Donau       | x   | 1037?–?             | Pain, Volkenstorf | Burg lag vermutlich in der Nähe der Kirche St. Nikola |
| Sarmingstein, Burg                        | St. Nikola an der Donau       | R   | ~1250–~1650         | Summerauer, Landesherrn, Prüschenk | Felsenburg 1296 zerstört, 1488 Wiederaufbau der Burg, ab 1534 der Befestigung, 1645/48 von Schweden zerstört, dann verfallen, Kanonenrondell noch erhalten |
| Sarmingstein, Turm                        | St. Nikola an der Donau       | T   | 1488–16. Jh.        | Prueschenk, Stift Waldhausen | Rundturm dann Bastei, heute Ruine |
| Werfenstein                               | St. Nikola an der Donau       | R   | vor 1234–~1500      | Werfenstein, Sumerau, Volkenstorf, Volkra, Prüschenk, Sachsen-Coburg-Gotha, Lanz von Liebenfels                                                                                     | Burg 1531 ohne Dach, 1645 Brand, 1907 Teile restauriert, heute Ruine |
| Morau*                                    | St. Oswald bei Haslach        | x   | ?–1427              | ?, Dietmayr | ursprünglicher Name der Höhenburg unbekannt, heute Burgstall mit wenigen Mauerresten |
| Wildshut                                  | St. Pantaleon                 | B   | 1115–heute          | Hutte, Wildshut, Nußdorfer, bayer. Herzöge, Offenheimer, Aigl | Burg, Schloss, 1779 bis 2002 Gerichtssitz |
| Bogenhofen                                | St. Peter am Hart             | B   | ~1450–heute         | Loder/Pogenhofner, Pienzenau, Nothafft, Seiboldsdorf, Hueber, Riesenfels, Plaichinger, Geldern, Handel, Pereira                                                                     | ursprünglich Bauernhof bzw. Ansitz, dann Wasserschloss, ab 1834 Schlossneubau im Empirestil, heute Schule und Bildungszentrum |
| Hagenau                                   | St. Peter am Hart             | B   | 1088–heute          | Hagenau, Ortenburger, bayer. Herzöge, Törring, Ahamer, Taimer, Schütz, Tattenbach, Franking, Handel                                                                                 | Burg 1571 abgerissen, Schloss errichtet, 1717–28 Neubau, Hotel, heute Wohnnutzung und Kulturzentrum |
| Klingenberg                               | St. Thomas am Blasenstein     | r   | 11. Jh.–~1630       | Perg-Machland, Clam, Landesherrn, Walsee, Traun, Preuhafen, Rohrbach, Neudecker, Lichtenstein, Schneckenreuter, Prüschenk, Prager, Losenstein, Kremser                              | Ruine einer Höhenburg, ab 1630 verfallen |
| Saxeneg                                   | St. Thomas am Blasenstein     | r   | vor 1297–~1440      | Sechsenecker, Kneusser, Schenk von Dobra, Ruckendorfer, Schweinwarter, Zelking, Prüschenk, Prag                                                                                     | Höhenburg 1438 abgebrochen und dann verfallen, heute Ruine |
| Schloss/Pfarrhof                          | St. Wolfgang im Salzkammergut | A   |                     | | spätgotischer Bau, vor 1700 umgebaut |
| St. Veit                                  | St. Veit im Mühlkreis         | x   | vor 1209–2003       | Piber?, Schaunberg, Waxenberg, Scheckenreuther, Schwab, Walsee, Steger, Hager, Märck, Cronpichl, Grundemann                                                                         | Wasserburg, -schloss, 1821 Brand, Teile wieder aufgebaut, 1865–80 Umbau, 2003 Abbruch und Neubau eines Supermarktes, Nebengebäude noch vorhanden |
| Sprinzenstein                             | Sarleinsbach                  | B   | ~1250–heute         | Tannberger, Marsbach, Grans, Starhemberg, Praun, Ritz/Sprinzenstein, Spannocchi | Burg, 1583 und 1602 Brand, Renaissanceschloss erbaut, 1735–38 renoviert |
| Saxenthal                                 | Saxen                         | A   |                     | Clam | ehemaliges Schloss Saxental, neuer Ansitz aus dem 19. Jh. |
| Dornach                                   | Saxen                         | B   | 1455–heute          | Thurn und Taxis, Braganza, Offermann | Gutshof, 1890 zu Schloss umgebaut, heute Veranstaltungsort |
| Stadtmauer                                | Schärding                     | F   |                     | | |
| Schärding, Burg                           | Schärding                     | R   | vor 1150–1809       | Formbach?, Andechs, Landesherrn | Burg, 1724 und 1775 Brand, 1809 zerstört, nur mehr wenige Teile erhalten, seit 1895 Park |
| Scharnstein, Burg                         | Scharnstein                   | R   | 12. Jh.?–1538       | Rebgau, Habsburg, Jörger, Stift Kremsmünster | Felsenburg nach Brand 1538 verfallen |
| Scharnstein, Schloss                      | Scharnstein                   | B   | 1584–heute          | Jörger, Stift Kremsmünster | Pfleghaus wurde 1584 zu Schloss ausgebaut, nach 1848 Verwaltungsgebäude, im 20. Jh. Miethaus und Flüchtlingsunterkunft, ab 1980 renoviert, Museum bis 2012 |
| Dietach                                   | Schleißheim                   | B   | 1170–heute          | Dudich, Liechtenstein, Haunold, Gulher, Laimbach, Pirchinger, Segger, Grüenthal, Fieger, Clam                                                                                       | aus Wohnturm wurde ein Wasserschloss |
| Dorff                                     | Schlierbach                   | B   | 1417–heute          | Hayden | Burg, Wasserschloss, 1607 baufällig, heute Restbaukörper vorhanden, Teich und Nebengebäude weg |
| Schlüßlberg                               | Schlüßlberg                   | B   | 1150–heute          | Schlüßlberg, Schifer, Hohenfeld, Jörger, Pruckner, Hoffmann, Sigmar, Wopping, Oedt, Hager, Hoheneck, Imsland, Engl, Schneeburg, Spiegelfeld                                         | Burg, Schloss nach 1650 Um-Ausbau, 1980/90 generalsaniert |
| Trattenegg                                | Schlüßlberg                   | r   | vor 1315–~1800      | Schenk von Dobra, Walsee, Geymann, Ecker, Anhang, Oberhaim, Paumgartinger, Innerseer, Hager, Trauttmannsdorff, Salburg, Salm, Eyselsberg, Kauthen, Hoheneck                         | Höhenburg, 1626 und 1642 Brand, ab 1800 verfallen, Abbruch 1860, Nebengebäude stehen noch |
| Winzerthal                                | Schlüßlberg                   | xa  | ~1160–16. Jh.?      | Winzer, Frölich, Geymann | abgekommener Edelsitz, Meierhof erhalten |
| Prandegg                                  | Schönau im Mühlkreis          | R   | vor 1287–17. Jh.    | Pranter, Haug, Kapellen, Rußbach, Dachsberg, Liechtenstein, Polheim, Walch, Jörger, Scherffenberg, Starhemberg, Salburg, Dietrichstein, Sachsen-Coburg-Gotha                        | zur Hälfte Lehen der Regensburger Bischöfe und Landesherrn, Höhenburg verfiel ab dem 17. Jh. |
| Kammer                                    | Schörfling am Attersee        | B   | 1165–heute          | Kammer, Habsburg, Geymann, Walsee, Praun, Polheim, Jörger, Sinzendorfer, Pirschinger, Hohberg, Khevenhüller, Gyorgy, Jeszenszky                                                     | Veste, 1622 und 1649 Umbau zu Wasserschloss auf Insel im See |
| Poneggen                                  | Schwertberg                   | b   | 1297–heute          | Ponke, Lasberger, Wankhammer, Schätzl, Stockinger, Prag, Kölnböck, Meggau, Starhemberg, Offner, Salburg, Kuefstein, Thürheim, Hoyos                                                 | Burg, Brand 1655, Schloss 1764 bis 1818 als Fabrik genützt, heute Mietwohnungen |
| Schwertberg                               | Schwertberg                   | B   | vor 1327–heute      | Kuenring, Liechtenstein, Walsee, Kapellen, Preuhofer, Schaffer, Oedt, Haus, Zeller, Wolframsdorf, Tannberg, Tschernembl, Meggau, Starhemberg, Kuefstein, Thürheim, Schwitter, Hoyos | Burg, 1608 Ausbau zu Schloss, bis heute in diesem Zustand erhalten |
| Windegg                                   | Schwertberg                   | R   | ~1200–~1675         | Windeck, Kuenring, Kapellen, Walsee, Schaunburg, Scherffenberg, Tschernembl, Meggau, Starhemberg, Kuefstein, Thürheim, Schwitter, Hoyos                                             | Höhenburg, ab 1675 zu Ruine verfallen, ab 1980 Instandhaltung |
| Litzlberg                                 | Seewalchen am Attersee        | B   | ~1315–heute         | Windner, Preunhuber, Polheim, Engl, Khunitz, Staindl, Seeau, Clam | Wasserburg auf Insel, 1780 Schloss abgetragen, 1896 historistischer Neubau |
| Sierning                                  | Sierning                      | A   | ~1580–heute         | Domkapitel Passau, Kast | Pfarrhof 1588 zu Schloss ausgebaut, 1670 Umbau, heute Gemeindeamt und Veranstaltungen |
| Wahlmühle                                 | Sierning                      | A   | ~1450–heute         | Welzer, Hoheneck, Spindler, Höchau, Leichtmayr, Schmidtauer, Fieger, Auersperg, Jäger                                                                                               | Mühle zu Freisitz ausgebaut, lange Zeit auch Brauerei |
| Sigharting                                | Sigharting                    |     |                     | | |
| Leombach                                  | Sipbachzell                   | r   | 1140–?              | Lambach, Klingenfurtner, Wallsee, Meurl, Sighardt, Schallenberg, Eyselsberg | Burg schon vor 1000?, Wasserburg, -schloss, heute nur mehr ein umgebauter Bauteil und die Kapelle erhalten |
| Pyhrn                                     | Spital am Pyhrn               | T   | 1265–heute          | Landesherrn, Kloster Spital | Turm diente der Passsicherung, ab 1825 Wohnnutzung |
| Almegg                                    | Steinerkirchen an der Traun   | B   | ~1180–heute         | Achleutner, Landesherrn, Sachs, Ragendorf, Schaler, Aspan, Albrechtsheim, Hohenfeld, Foret, Schinnern, Pausinger, Handel, Guaita                                                    | Burg, 1626 Brand, Renaissanceschloss, 1809 Kapelle eingestürzt |
| Steinhaus                                 | Steinhaus                     | B   | ~1250–heute         | Polheim, Katzian, Eyselsberg | Burg, Schloss 1736 abgebrannt, 1766 Wiederaufbau |
| Steyregg                                  | Steyregg                      | B   | 11./12. Jh.–heute   | Traungauer, Hagenau, Lengbach, Wildon, Kapellen, Liechtenstein, Jörger, Ungnad, Weissenwolff, Thurn und Taxis, Salm-Reifferscheidt                                                  | Burg, Schloss, 1770 und 1779 Brand, heute nur mehr ein Drittel vorhanden |
| Aichet                                    | Steyr                         | A   | 13. Jh.–heute       | Aidn, Katzian, Herberstorff, Riesenfels | Renaissanceschloss im 16. Jh. erbaut, 1713 Brand, 1748 Wiederaufbau |
| Beichtvaterstöckl ?                       | Steyr                         | A?  |                     | | Berggasse 20 |
| Engelhof                                  | Steyr                         | A   | 13. Jh.–heute       | Engl, Zuvernumb, Gleyss, Henkel von Donnersmark, Wendenstein, Homberg, Panz, Aichen, Schröffl, Lamberg                                                                              | alter Hof, Ansitz 1625 zu Adelssitz erhoben, 1887 neubarocker Umbau |
| Engelseck Teufelseck                      | Steyr                         | B   | 13. Jh.?–heute      | Fuchsberger?, Achtmarkt, Riesenfels, Rummel, Lamberg | Vorgängerbau 1641 zu Renaissanceschloss umgebaut, 1642 umbenannt |
| Lamberg Styraburg                         | Steyr                         | B   | vor 985–heute       | Traungauer, Landesherrn, Lamberg | alte Burg bei Steyr, 1727 Brand, 1800–1809 beschädigt, 1980 Landesausstellung |
| Petzengütl                                | Steyr                         | A   | vor 1600–heute      | | spätmittelalt. Ansitz, im 19. Jh. verändert |
| Schnallentor                              | Steyr                         | F   | 16. Jh.–heute       | | turmartige Mautstelle |
| Schlüsselhof                              | Steyr                         | A   | vor 1290–heute      | | Ansitz und Zehenthof, Anbauten aus dem 16. Jh. |
| Voglsang                                  | Steyr                         | V   | 1877–heute          | Werndl, Imhof, Sachsen-Coburg-Gotha | Schloss im Stil der Tudorgotik, 1928–1995 Konvikt |
| Malteser Commende                         | Stroheim                      | A   | vor 1260–heute      | Schaunberg, Johanniter-, Malteserorden | Kommende, ab 15. Jh. nur mehr Pfarre, wenige Originalbauteile noch vorhanden |
| Roith                                     | Taufkirchen an der Trattnach  | x   | 1380–heute          | Anhang, Jörger, Sinzendorf, Dietrichstein, Weissenwolff, Trautson, Auersperg, Fürstenberg, Walderdorff                                                                              | Burg, Wasserschloss auf drei Inseln, 1620 Brand, heute nur mehr Nebengebäude erhalten |
| Aigenegg Aicheck                          | Thalheim bei Wels             | A   | ~1350–heute         | Gartner | Gutshof und Brauerei, 1910 zu Schloss umgebaut |
| Burgstall Aiterbach                       | Thalheim bei Wels             | X   | ?                   | | Burgstall neben Kirche Maria Schauersberg |
| Ottsdorf                                  | Thalheim bei Wels             | x   | 1165–1814           | Hinterholz, Ottestorf, Heustadl, Puecher, Seusenecker, Schaunberg, Freytag, Kastner, Prager, Zelking, Kolnpöck, Grüenthal, Fieger, Clam                                             | Burg, Wasserschloss, 1799 Brand, 1805–1815 abgebrochen, Nebengebäude stehen noch |
| Traunegg Erdingerhof                      | Thalheim bei Wels             | B   | ~1280–heute         | Polheim, Erdinger, Jörger, Altham, Kastner, Renckh, Scharz, Skrbensky, Spanocchi, Franckenstein, Eltz                                                                               | Gutshof, vor 1577 Schloss erbaut und dann Edelsitz, 1730 Barockumbau, heute Wohnnutzung |
| Neuwartenburg                             | Timelkam                      | B   | (~1320)1730–heute   | Saint-Julien–Walsee, Ghelen, Grechtler, Reischach, Strachwitz | spätbarockes Schloss 1730–1732 erbaut, denkmalgeschützter Park |
| Perkheim                                  | Timelkam                      | X   | ~1190–?             | Perkheim, Kriechbaum | Hof oder Ansitz, nach dem Aussterben der Bergheimer im 15. Jh. verfallen? |
| Wartenburg Altwartenburg                  | Timelkam                      | R   | ~1320–18. Jh.       | Wartenburg, Polheim, Nütz (wie Neuwartenburg) | Burg, ab 1640 Neubau Schloss, 1678 Brand, 1689/90 Wiederaufbau, ab 1732 verfallen, nach 1945 Ruine |
| Tollett                                   | Tollet                        | b   | 1170–heute          | Tollett, Lerbühler, Jörger, Herberstorff, Sprinzenstein, Fieger, Revertera | Burg, Neubau Schloss 1607–1611, ab ca. 1850 Um- und Ausbau, heute Museum und Wohnnutzung |
| Reichenstein                              | Tragwein                      | R   | 13. Jh.–~1750       | Reichenstein, Kapellen, Walsee, Liechtenstein, Haym, Starhemberg | Höhenburg, um 1570 Umbau zu Schloss, ab 1750 verfallen, heute Ruine als Museum und für Kulturveranstaltungen genutzt |
| Traun                                     | Traun                         | B   | ~1120–heute         | Traun, Tilly, Abensberg-Traun | Stammburg der Traun, Umbau zu Schloss im 16. Jh., Brand 1620, ab 1956 renoviert, heute Kultur- und Museumsnutzung |
| Ratzlburg                                 | Überackern                    | X   | 12. Jh.–1277        | Rohr | Burg ab 1277 unbewohnt und verfallen, 1992–98 Ausgrabung, Turmfundamente rekonstruiert |
| Ainwalding                                | Ungenach                      | a   | ~1355–heute         | Ainwalding, Fuerttenbach, Nütz, Ramsbeck, Moser, Saint-Julien, Gehlen, Reischach | Edelsitz bis 1774, kleines Schloss, heute Gasthaus |
| Ungenach                                  | Ungenach                      | a   | ~1160–heute         | Ungenach, Khevenhüller | Edelsitz bis nach 1837, heute Gasthaus |
| Lassereck                                 | Unterach am Attersee          | a   | 1628–heute          | Lasser, Stauffer, Dalionoso, Dichter, Starhemberg, Khevenhüller, Pausinger, Mayr-Melnhof                                                                                            | Hof, 1628 zu Schloss umgebaut, Ende 17. Jh. Brauerei, ab 1900 Wohnhaus |
| Freisitz Unterach                         | Unterach am Attersee          | b   | ~1300?–~1600?       | Vischmeister | |
| Vichtenstein                              | Vichtenstein                  | B   | ~1100–heute         | Formbach, Vichtenstein, Haller, Puchberg, Schaunberg, Ebenhoch, Pachta | Höhenburg immer bewohnt und daher öfters umgebaut |
| Wagrain                                   | Vöcklabruck                   | B   | 1135–heute          | Engl, Spiegelfeld | lange Stammsitz der Engl, seit 1950 Schule |
| Viecht                                    | Vöcklamarkt                   | x   | ~1200?–1977         | Viechten, Dachsbeck?,Walchinger, (wie Walkering) | Edelsitz, 1977 abgetragen, heute Bauernhof |
| Walchen, Burg                             | Vöcklamarkt                   | r   | ~1370–1590          | Walch, Tunser, Putz, Geymann | Burg bis auf einen Turm vor 1590 abgetragen |
| Walchen, Schloss                          | Vöcklamarkt                   | B   | 1590–heute          | Geymann, Khevenhüller, Gurland, Schallenberg, Clam, Aretin, Preuer, Weichs, Aichinger, Than, Schaumburg-Lippe                                                                       | Schloss im 18. Jh. barockisiert |
| Walkering                                 | Vöcklamarkt                   | B   | ~1370–heute         | Landesherrn, Dachsenbeck, Walkering, Forster, Oberdorfer, Frondorf, Wiellinger, Link, Rechling, Exenschläger, Neuburg, Geislitzer, Stümpfl, Reischach                               | kleines Schloss, heute Bauernhof |
| Eggenberg                                 | Vorchdorf                     | b   | vor 1000?–heute     | Eggenberger, Landesherrn, Puchheim, Stubenberg, Pratzendorff, Walsee, Kirchberger, Fernberger, Sprinzenstein, Kuefstein                                                             | Burg, Schloss, 1807 Teile abgetragen, 1877 Brand; Schlossbrauerei seit dem 14. Jh. |
| Hochhaus                                  | Vorchdorf                     | B   | 1454–heute          | Vischpeck, Fernberger, Händl, Khemeter, Kuefstein | burgartiges Schloss, in der Grundstruktur noch wie 1674 |
| Messenbach                                | Vorchdorf                     | x   | 15. Jh.?–20. Jh.    | Messenbach, Volkenstorf, Geymann, Walsee, Lerchen, Segger, Fernberg, Paumgartner, Händl, Khemeter, Kuefstein                                                                        | Wohnturm bzw. Ansitz, heute nur mehr wenige Mauerreste |
| Theuerwang                                | Vorchdorf                     | r   | ~1280–heute         | Theuerwanger, Alharting, Kapellen, Tunperger, Weixelpaumer | Hof, Wasserburg, Schloss um 1880 abgebrannt, heute Bauern- und Gasthof |
| Hochscharten                              | Waizenkirchen                 | x   | 19. Jh.–~2010       | Saxinger, Krieg, Taxis, Coreth | Meier-, Bauernhof im 19. Jh. zu Schloss ausgebaut, um 2010 abgerissen |
| Weidenholz                                | Waizenkirchen                 | W   | 1125–heute          | Weidenholz, Schaunberg, Starhemberg, Landesherrn, Haderer, Hörleinsberger, Kraft, Bergheimer, Losenstein, Hohenfeld, Kuefstein, Spindler, Gilleis, Attems, Aichinger, Coreth        | Wasserburg, -schloss, Brand 1876, Wiederaufbau, heute Wohnnutzung und Musikschule |
| Waldburg                                  | Waldburg                      | x   | 14. Jh.–?           | Waldburger (Ministeriale der Walseer) | Burgstall einer abgegangenen Höhenburg |
| Säbnich                                   | Waldhausen im Strudengau      | r   | vor 1000–12. Jh.    | Machland | Burg 1147 an Kloster gestiftet, darauf bald verfallen |
| Schwarzgrub                               | Walding                       | x   | ?                   | Grub | Burgstall einer abgegangenen Höhenburg |
| Aichberg                                  | Waldkirchen am Wesen          | r   | 1140–heute          | Aichberger, Oedt, Salburg, Saint Julien | Burg, Wasserschloss, stark umgebaut, heute Bauernhof |
| Niederwesen                               | Waldkirchen am Wesen          | B   | 17. Jh.–heute       | Waldeck? | 1890 Brand, dann wiederaufgebaut; Brauerei, heute Sozialeinrichtung |
| Wesen                                     | Waldkirchen am Wesen          | R   | 1125–16. Jh.        | Wesen, Waldeck, Stift Passau, Albrechtshaimer | Höhenburg ab 16. Jh. verfallen, Ruine heute z. T. wieder bewohnt |
| Ansitz Lindhof ??                         | Wallern an der Trattnach      | a   | 2005–heute          | | Neohistoristischer Neubau, Gestüt |
| Haus, Schloss in Wartberg                 | Wartberg ob der Aist          | B   | ~1290–heute         | Hauser, Hauzenberger, Sinzendorf, Schweinböck, Landau, Meggau, Cavriani, Starhemberg                                                                                                | Burg, Schloss, 1721–29 Neubau, heute Pflegeheim des Landes |
| Graf Kazianer'sches Freihaus              | Wels                          | P   | ?–heute             | Katzianer | 16. Jh. bis 1707 Freihaus der Katzianer |
| Lichtenegg                                | Wels                          | W   | 16. Jh.–heute       | Polheim, Enenkel, Schallenberg, Katzianer, Auersperg, Mannstorff, Pilati, Erb, Sterneck                                                                                             | Wasserschloss, 1726 Umbau, heute Wohnnutzung |
| Polheim                                   | Wels                          | B   | ~1235–heute         | Polheim, Unverzagt, Spindler | Burg, ab 1530 Schloss erbaut, zu Beginn des 19. Jh. baufällig, Teile abgebrochen |
| Puchberg                                  | Wels                          | B   | 1595–heute          | Puechner, Jurnitschek | Renaissanceschloss, um 1880 Umbau, heute Bildungshaus |
| Wels, Burg                                | Wels                          | bB  | 8. Jh.–heute        | Traungauer, Formbach, Landesherrn, Walsee, Polheim, Hofmann, Weiss, Auersperg | spätgotische Burg, etliche Umbauten, heute nur mehr zwei Flügel, Kultur- und Museumsnutzung |
| Altheim                                   | Weng im Innkreis              | x   | 1130–15./16. Jh.?   | Häusler, Puchstetten, Hagenau, Hundsberg, Burgstaller, Hausinger | Burg, ab 16. Jh. verfallen, Burgstall |
| Zwickledt                                 | Wernstein am Inn              | A   | 1578–heute          | Salm, Schmelzing, Thornton, Müller-Hörnstein | Hof?, 1576 erste Erwähnung des Freisitzes, Wohnhaus von A. Kubin, heute Gedenkstätte |
| Wernstein                                 | Wernstein am Inn              | b   | ~1130–heute         | Formbach, Andechs, Landesherrn, Walsee, Zelking, Hamilton, Lamberg | Burg direkt am Inn, immer von Vögten, Pflegern bewohnt, Ruine 1991–93 renoviert |
| Wimberg                                   | Wernstein am Inn              | r   | 9. Jh.–16. Jh.?     | Wimberg?, Vormbach | der Name der Burg ist nicht gesichert, heute Ruine |
| Egerer Schlössl                           | Weyer                         | A   | vor 1530–heute      | Egerer | Schlössl aus 1560, Sitz des Pflegegerichts, um 1980 renoviert, heute Schule |
| Windhaag, Burg                            | Windhaag bei Perg             | R   | 1290–1730           | Windhaag, Schaffer, Drosendorfer, Tannpeck, Prager, Schütter, Enzmilner | gotische Burg, ab 1730 Ruine, heute Aussichtsplattform |
| Windhaag, Schloss                         | Windhaag bei Perg             | x   | 1642–1681           | Windhaag | Schloss kurz nach Fertigstellung wieder abgebrochen um das Kloster Windhaag zu bauen |
| Losensteinleithen, Schloss                | Wolfern                       | B   | ~1410–heute         | Flusshart, Losenstein, Auersperg | Wasserburg, 1550–70 Ausbau zu Schloss, nach 1955 Schule, dann Pflegeheim |
| Wolfsegg Hausruck                         | Wolfsegg am Hausruck          | B   | 1120–heute          | Hausrucker, Wolfsecker, Landesherrn, Weißberger, Schaunberg, Walsee, Perkheimer, Jörger, Redschan, Senftenau, Gienger, Pfliegl, Kastner, Reischach, Schinnern, Saint Julien         | Burg, Schloss aus 16./17. Jh. |
| Zell a. d. Pram                           | Zell an der Pram              | B   | vor 1400?–heute     | Zell, Redschan, Hoheneck, Hochberg, Tattenbach, Arco-Valley | Burg, Wasserburg um 1710 Umbau, 1760 Abbruch, bis 1774 Neubau Schloss, heute Bildungszentrum des Landes |

## Erklärung
Erklärung zu den Spalten:
Name: Gebäude (Ansitz bis Villa), Burgruine, Burgstall; Adressen sind kursiv, * und kursiv: Name unbekannt
Ort: Gemeinde; Ort oder Ortsteil
Typ: Gebäudetyp: B b Burg, Schloss, A a Ansitz, T t (Wohn)turm, R r Burgruine, P Palais, V Villa, Festung F, x nicht mehr vorhanden; Großbuchstaben denkmalgeschützt, Kleinbuchstaben nicht denkmalgeschützt
Zeitraum: Zeitpunkt der Errichtung (der ersten Gebäude), Ende der Bewohnung bzw. Nutzung
Geschlechter: Geschlechter, die dieses Gebäude als Stammsitz hatten, besaßen (auch nur als Lehen oder Pfand)
Anmerkungen: Namensvarianten; zusammenfassende Angaben